# Antoine Loignon
 (mars 2013).
Si vous disposez d'ouvrages ou d'articles de référence ou si vous connaissez des sites web de qualité traitant du thème abordé ici, merci de compléter l'article en donnant les références utiles à sa vérifiabilité et en les liant à la section « Notes et références ».
Pour les articles homonymes, voir Loignon.
Antoine Loignon, né à Valenciennes (Nord) le 4 mai 1819 et mort à Saint-Nicolas-de-Sommaire (Orne) au hameau de Saint-Pierre le 12 janvier 1894, est un sculpteur français.

## Biographie

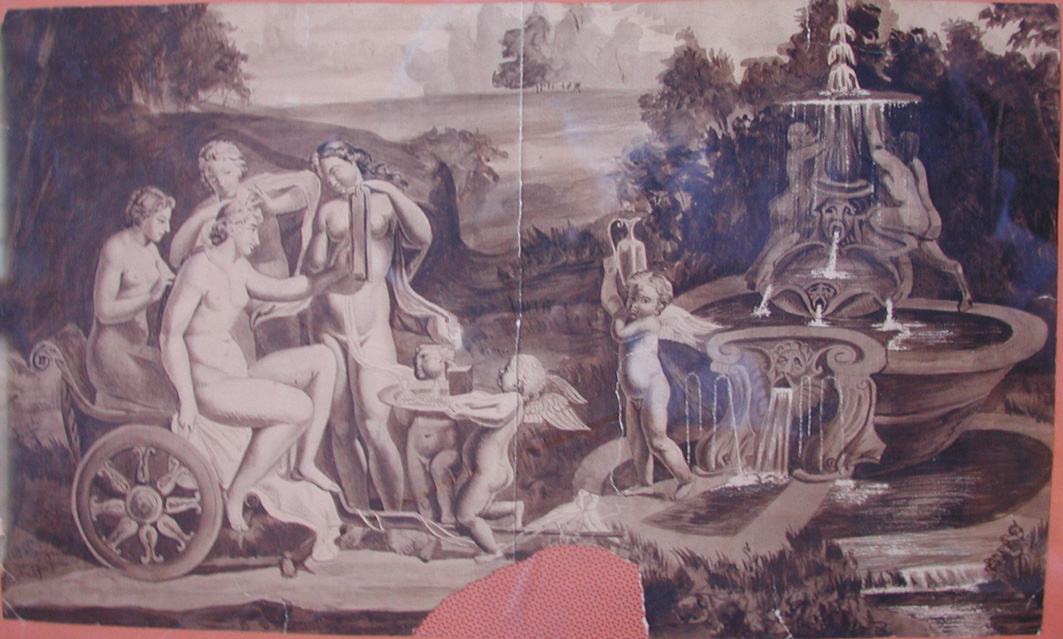
Dessin non sourcé attribué à Antoine Loignon, localisation inconnue.

Originaire d'une famille de cabaretiers blanchisseurs, Antoine Loignon entre à l'académie des beaux-arts de Valenciennes où il est l'élève de Léonce de Fieuzal, qu'il portraiture en médaillon en 1844. Il obtient différents prix, dont le premier prix de la première classe d'architecture en 1837.
En 1840, pensionné par la ville de Valenciennes, il s'installe à Paris où il est admis à l'École des beaux-arts dans l'atelier de Jules Ramey, jusqu'en 1844 où, 1er prix de la classe supplémentaire pour le concours des places, sa pension lui est retirée.
Le 1er septembre 1849, il épouse Éléonore Augustine Miroir, fille d'un horloger parisien.
En 1850, il est installé à Saint-Pierre-d'Entremont où nait un premier fils. Il s'établit ensuite au prieuré à Saint-Pierre-de-Sommaire, près de l'Aigle. Antoine Loignon y est alors connu comme herboriste.
Sa petite-fille, Fernande, elle-même artiste peintre, épouse un Anquetin, peintre à Évreux et originaire de l'Eure

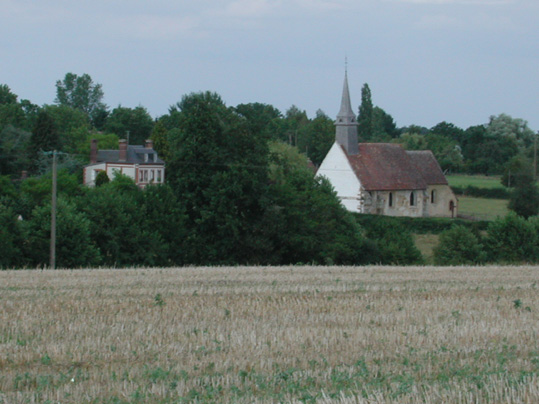
Le prieuré, autrefois demeure d'Antoine Loignon, et l'église Saint-Pierre à Saint-Pierre-de-Sommaire, hameau de Saint-Nicolas-de-Sommaire.

Antoine Loignon et son épouse, tous deux morts à Saint-Pierre-de-Sommaire, sont inhumés au bourg voisin à Saint-Nicolas-de-Sommaire.
Quelques œuvres d'Antoine Loignon sont conservées au musée des beaux-arts de Valenciennes. 